# System podtrzymywania życia
System podtrzymywania życia to grupa urządzeń, które pozwalają człowiekowi na przetrwanie w środowisku wrogim, na przykład w przestrzeni kosmicznej czy pod wodą.
System podtrzymywania życia powinien zapewniać:
- powietrze
- wodę
- jedzenie

Musi także utrzymywać odpowiednią temperaturę ciała, akceptowalne ciśnienie powietrza, a także zajmować się produktami przemiany materii. Niezbędna może być także ochrona przed szkodliwymi elementami, takimi jak promieniowanie czy mikrometeoryty. 

## Książki
- Peter Eckart, "Spaceflight life support and biospherics", Microcosm Press 1996, ISBN 1-881883-04-3